# Machaerota palawana
Machaerota palawana är en insektsart som beskrevs av Maa 1963. Machaerota palawana ingår i släktet Machaerota och familjen Machaerotidae. Inga underarter finns listade i Catalogue of Life.